# روبرت ليندسي (صحفي)
روبرت ليندسي (بالإنجليزية: Robert Lindsey)‏ هو صحفي وكاتب سيناريو أمريكي، ولد في 1935 في غلينديل في الولايات المتحدة.